# Kočno
Kočno je naselje v Občini Krško.